# Giovanni Lattuada
Giovanni Lattuada (n. 12 ianuarie 1905, Caronno Pertusella, Lombardia, Regatul Italiei – d. 16 aprilie 1984) a fost un gimnast artistic ce a reprezentat Italia, medaliat olimpic. A participat la o ediție a Jocurilor Olimpice (1932) în care a câștigat o medalie de bronz.

## Participări
Lista de mai jos prezintă principalele competiții la care a participat Giovanni Lattuada de-a lungul carierei.
- gymnastics at the 1932 Summer Olympics – men's rings[*]